# Ентальпіметричний аналіз
Ентальпіметричний аналіз (рос. энтальпиметрический анализ, англ. enthalpimetric analysis) — узагальнена назва для групи аналітичних методів, в яких прямо чи опосередковано вимірюється зміна ентальпії при хімічній реакції для визначення реактанту чи каталізатора. Сюди відносяться калориметрія, термічний аналіз.